# Cesar Chavez (nhà lập pháp)
Cesar Chavez (sinh ngày 30 tháng 10 năm 1987) là một chính khách người Mỹ gốc Mexico và là thành viên Dân chủ của Hạ viện Arizona được bầu làm đại diện cho Quận 29 vào năm 2016. Trước khi bước vào vũ đài chính trị, Chavez đã đi du lịch quốc tế với tư cách là một giọng ca chính của Mariachi. Ông không liên quan đến Cesar Chavez, nhà hoạt động dân quyền.

## Tuổi thơ
Chavez sinh ra ở Moroleon, Guanajuato và di cư sang Hoa Kỳ khi mới ba tuổi. Cả ba người lớn nhất, sinh ra là Nicolas Chavez và Maria Martinez đều biết rằng để cung cấp cho con cái họ những cơ hội mà chúng chưa bao giờ có, chúng sẽ phải di cư sang Hoa Kỳ. Cesar và cha mẹ sống trong một căn hộ nhỏ trong các dự án của Toughkenamon, Pennsylvania phải chịu đựng mọi thứ mà họ không muốn con cái mình lớn lên. Làm việc nhiều giờ liền, cha của Chavez có thể đủ khả năng di chuyển của gia đình đến một thị trấn nông thôn yên tĩnh (Cochranville, Pennsylvania) nơi Cesar lớn lên giữa cộng đồng Amish. Năm 1996, gia đình Chavez đã đi khắp đất nước và chuyển đến Phoenix, Arizona.

## Hạ viện Arizona
Năm 2016, Chavez và Richard C. Andrade đương nhiệm đã giành được giải thưởng Dân chủ. Họ tiếp tục đánh bại đảng Cộng hòa John Wilson trong cuộc tổng tuyển cử.
Anh ấy là người đồng tính công khai,, và phục vụ cùng với ba nhà lập pháp LGBT công khai khác: Daniel Hernández Jr., Robert Meza và Tony Navarittle. Vào ngày 11 tháng 10 năm 2017 (Ngày Come Out), bốn nhà lập pháp đã tuyên bố thành lập một LGBTQ Caucus mới trong cơ quan lập pháp.